# Pinctada margaritifera
Espèce
Pinctada margaritifera est une espèce d'huître perlière marine. C'est un mollusque bivalve de la famille des Pteriidae. Elle est commune dans les récifs coralliens de la zone Indo-Pacifique. Cette espèce est élevée pour la production des  perles de culture.

## Description
Cette huître perlière de forme circulaire est de couleur gris-vert. Son diamètre peut atteindre 20 cm. 

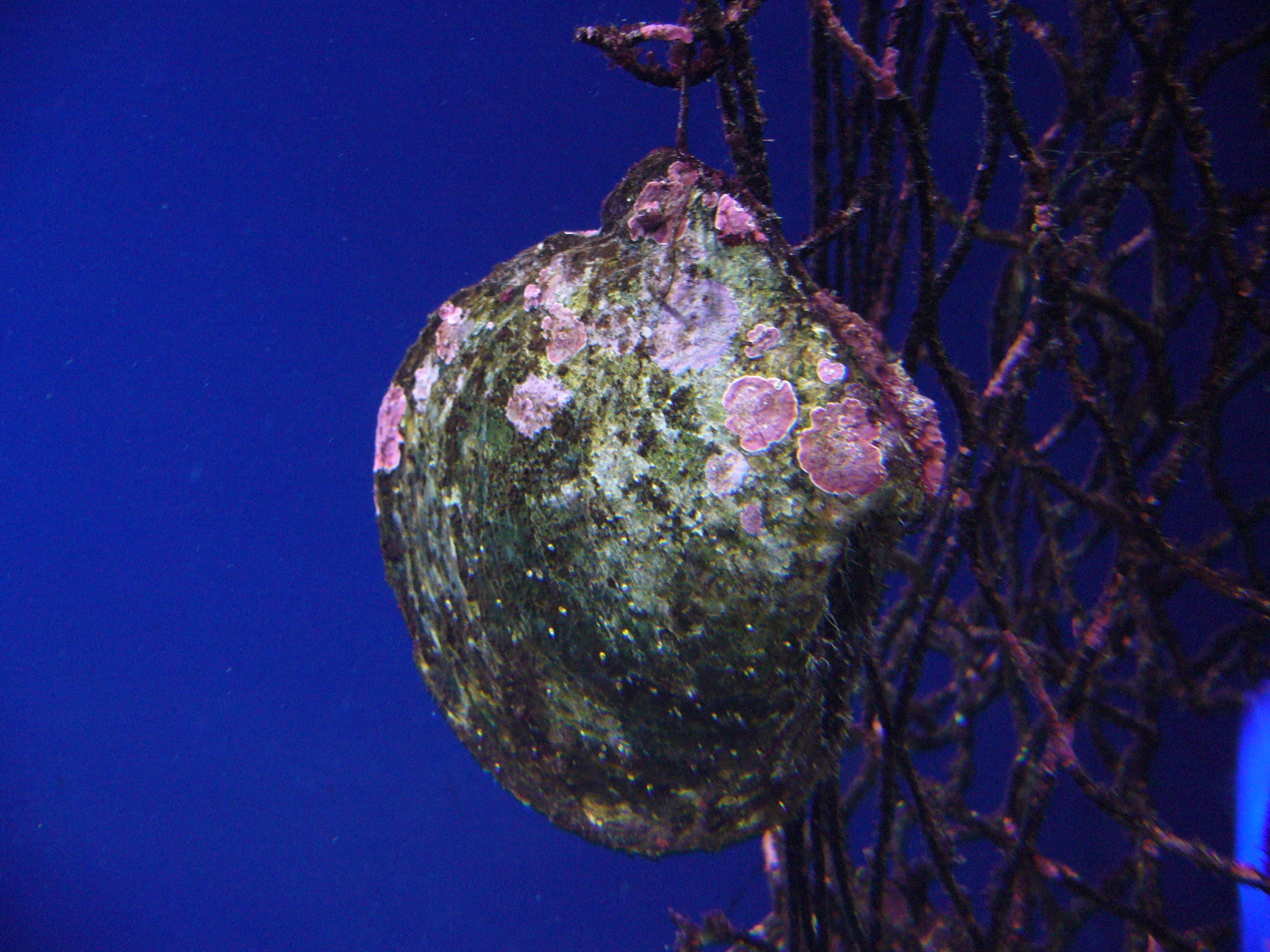
Spécimen vivant
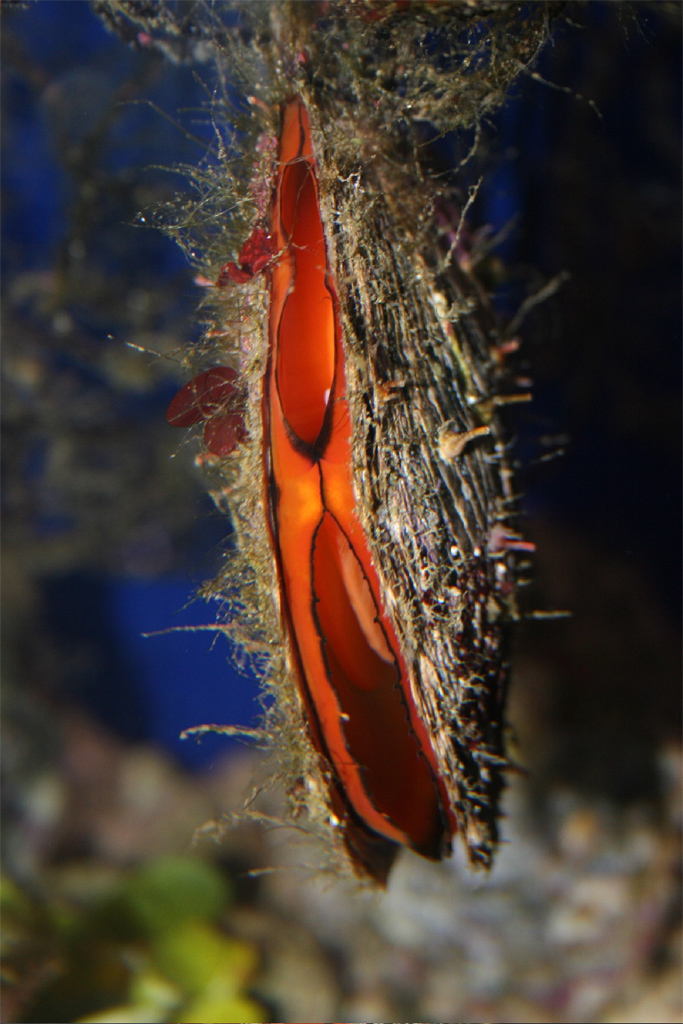
Ouverture et manteau
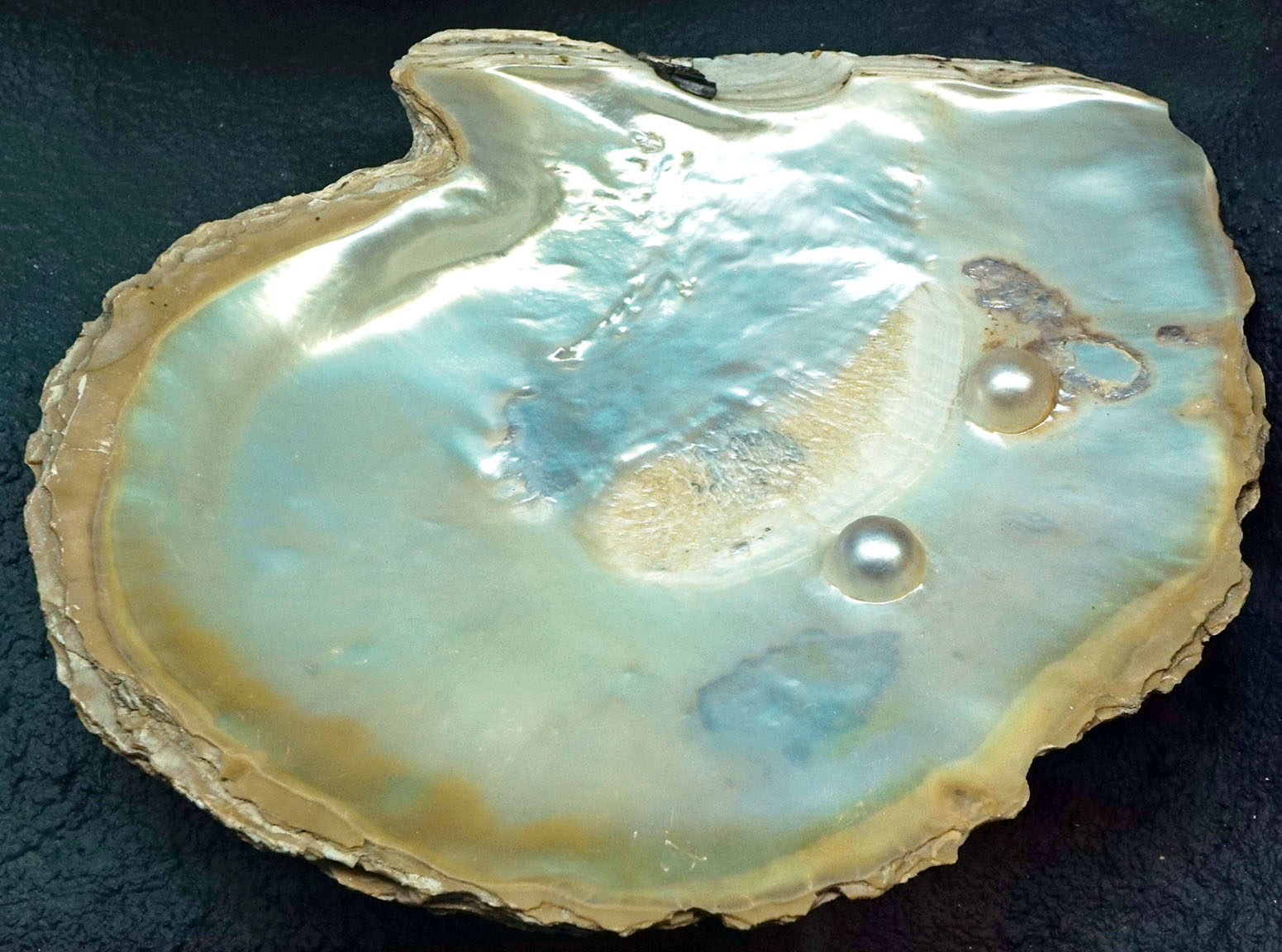
Nacre et perles.